# Trzęsienie ziemi na Bliskim Wschodzie (1138)
Trzęsienie ziemi na Bliskim Wschodzie pochłonęło ok. 230 000 ofiar na Bliskim Wschodzie w 1138 roku.

## Trzęsienie ziemi
W 1138 roku w Aleppo doszło do trzęsienia ziemi o sile 8,5 stopni skali Richtera. Trzęsienie ziemi było odczuwalne w Harem, gdzie krzyżowcy zbudowali dużą cytadelę. Źródła wskazują, że zamek został zniszczony, a także zawalił się kościół. Zginęło 600 strażników straży zamkowej, choć gubernator i kilku jego pracowników przeżyło – uciekli do Mosulu. Wstrząsy wtórne były odczuwalne w Damaszku. Wiele domów zostało zniszczonych. Na skutek kataklizmu zginęło ok. 230.000 osób.